# سی‌ان‌بی‌سی ورلد
سی‌ان‌بی‌سی ورلد (انگلیسی: CNBC World) شرکت رسانه‌ای آمریکایی است، که در سال ۲۰۰۱ تأسیس شد.